# 祭の晩
「祭の晩」（まつりのばん）は、宮沢賢治の短編童話。賢治の生前には未発表の作品である。
本作の現存する草稿はブルーブラックインクで書かれた原稿用紙11枚で、第1葉の1行目が空白で第2行から本文が始まっていることから、本来、題名が書かれていた表紙が失われた可能性があり、「祭の晩」という題名は遺稿編纂時に付けられたものである。
賢治の出身地である岩手県に伝わる山男をモチーフとした作品である。賢治の童話ではほかに「山男の四月」や「紫紺染について」・「さるのこしかけ」・「種山ヶ原」に山男が登場する。

## あらすじ
山の神の祭りの晩、亮二（りょうじ）は十五銭をもらうと、お旅屋（おたびや）に出かける。見世物小屋では「空気獣」というのが大繁盛していて、亮二も入ることにする。小屋の中ではみんなが台の上の「空気獣」を見つめていた。それはどこが頭や口かも見分けがつかない大きな平べったいふらふらした白いもので、口上言いが棒でつつくと、引っ込んだり膨らんだりしていた。それを見た亮二は居たたまれずに外に出ようとするが、躓いて隣りの金色の眼をした赤い大男にぶつかってしまう。男は眼をぱちぱちさせたかと思うと木戸番に十銭を置いて出て行ってしまう。亮二も続いて外に出ると、従兄の達二にばったり出会うが男を見失う。達二は、「空気獣」というのは牛の胃袋に空気をつめたものだと言って、見世物にお金を払った亮二を馬鹿にする。
達二と別れて露店の明かりを眺めながら歩いていると、掛茶屋の方で人々が集まってるのが見える。亮二ものぞき込んで見ると、それはさっきの大男で、団子を食べた代金が払えずに村の若者にいじめられていたのだった。男は薪を百把（ひゃっぱ）持って来るので許してくれと泣きながら謝るが、若者は団子二串の代わりとしては多すぎるため、嘘をついているのだろうと怒り出す。それを見た亮二は、男がお腹が空いていて、先ほど十銭払ったのも忘れて団子を食べてしまったのだろう、泣いている姿は悪い人ではないから自分が助けてあげようと思う。見物人を押し分けて前に出ると、男に白銅を渡す。男はびっくりして亮二の顔を見るが、それをつかむと団子屋の主人に差し出し、「これで許してくれろ。薪を百把あとで返すぞ。栗を八斗あとで返すぞ」と言って外へ飛び出す。周りのみんなも山男の後を追うが、風ようにどこかに去ってしまう。
亮二はお爺さんに男の話を聞かせたくて田んぼの路を急いで家に帰る。話を聞いたお爺さんは、それは山男に違いないと笑い出す。亮二は山男が山でどんな暮らしをしているのかとお爺さんに尋ねる。その時、表の方で大きな音がして地震のように家が揺れる。外に出ると、家の前には太い薪が山のように投げ出されてあった。それを見たお爺さんは、山男が亮二のために持ってきてくれたんだなと笑う。亮二もよく見ようとして何かに滑って転んでしまう。見るとそこいら一面に栗の実が置いてあった。驚いたお爺さんは、こんなに貰うわけにはいかないから、今度山に着物でも持って行って置いてこようと言う。亮二も正直すぎる山男のことがかわいそうになり、着物と団子だけでなく、山男が泣いて嬉しがるような素敵なものを持って行ってあげたいとお爺さんに告げる。

## 解説
現在、『祭の晩』のイメージや舞台となったのは、鳥谷崎神社（火災で焼失）で行われていた「花巻まつり」であり、賢治の生家に近い、花巻市東町にあった「お旅屋」であったと推測されている。当時、お旅屋は町の広場や子供たちの遊び場として使われており、祭りの時にはサーカスや見世物小屋がやって来て、その周りにたくさんの露店が建ち並んだ。作品に登場する山男は柳田國男の「遠野物語」で語られた山男と同様に、その容貌の異質さと、素直で律儀な性格の者として描かれている。
物語は見世物小屋の「空気獣」という神秘的なものに素直に興味を示す亮二と山男に対し、それは牛の胃袋だと馬鹿にする達二や、代金が払えぬ異質なよそ者に対する村人たちの強い警戒や猜疑心が対照的に表現されている。